# 李維士·米利
李維士·米利（英語：Lewis Miley，2006年5月1日—）是一名英格蘭足球運動員，司職中場，現效力於英超球隊紐卡素。他也為各級英格蘭足球代表隊青年隊出戰。

## 榮譽
紐卡素
- 英格蘭聯賽杯冠軍：2024–25[2]